# Bliźnia
Bliźnia [pronunciación en polaco: /ˈbliʑɲa/] es un pueblo ubicado en el distrito administrativo de Gmina Poddębice, dentro del Distrito de Poddębice, Voivodato de Łódź, en Polonia central. Se encuentra aproximadamente a 2 kilómetros al noroeste de Poddębice y a 39 kilómetros al oeste de la capital regional Łódź.